# Bernardo Albiztur

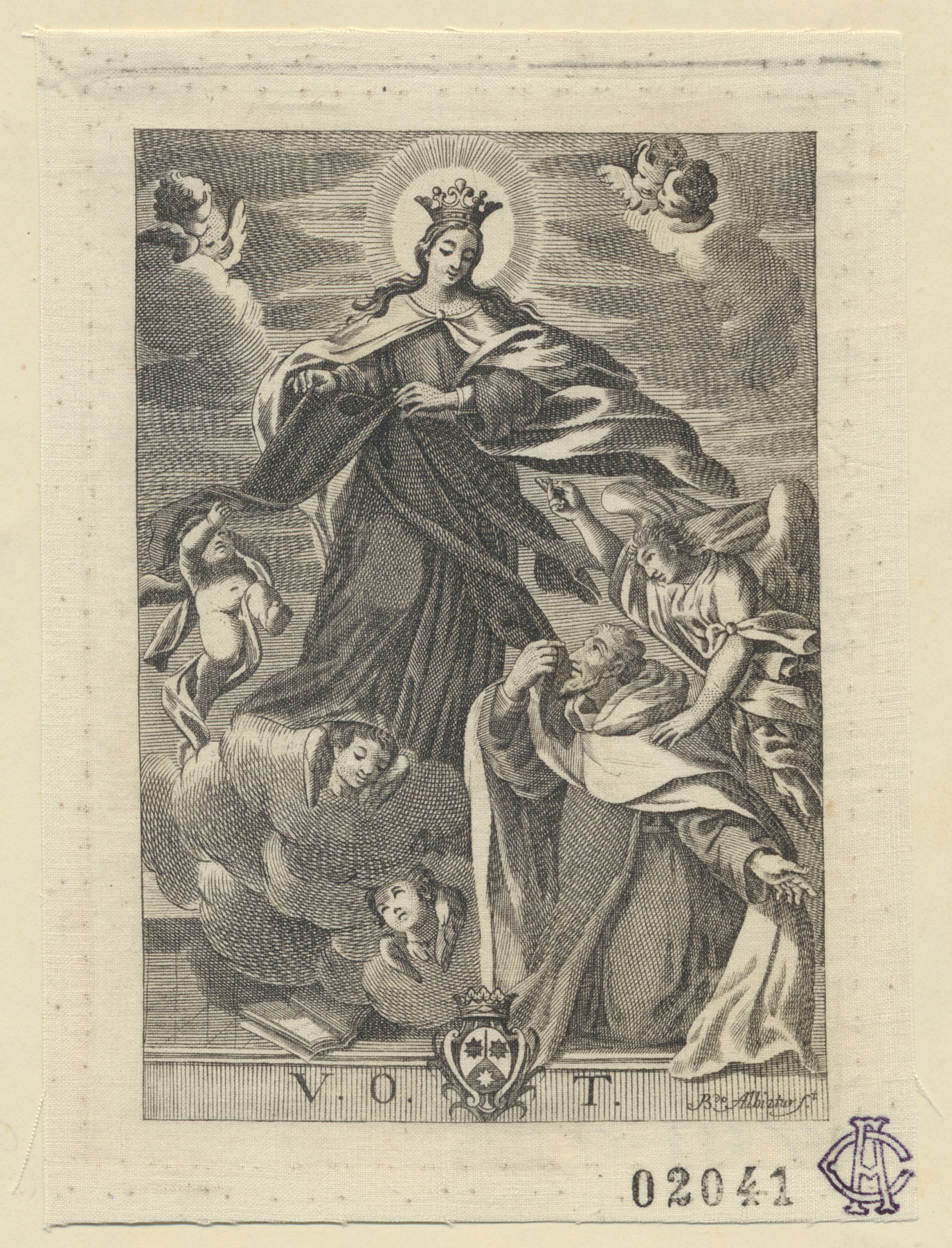
Virgen del Carmen, grabado, talla dulce, estampado en lienzo de seda. Madrid, Calcografía Nacional

Bernardo Albiztur y Tornaria (Donamaría, 1744-Madrid, después de 1807) fue un grabador español.
Prolífico calcógrafo navarro establecido en Madrid, llevan su firma un elevado número de estampas sueltas de devoción como la de la Virgen de Atocha en marco ovalado con escudo de España y banderas que firmó haciendo constar su condición de grabador de la Casa Real, «Bernardo Alviztur, Gravador de la Rl Casa de S. M. a. 1787». Manuel Ossorio y Bernard cita un retrato de Carlos IV, que le había agraciado con los honores de su grabador de cámara, y una estampa de Nuestra Señora del Carmen, que salió a la venta en 1802. En su producción son abundantes los verdaderos retratos de imágenes expuestas a la veneración pública en iglesia y conventos, como la Milagrosa Ymagen de San Gerónimo contra los malignos espíritus como se venera en su monasterio de Madrid, la del Cristo de los Afligidos del convento de mercedarios de Rivas (1780) o la del Cristo de la Peña de Campo Real (1794). La Biblioteca Nacional de España guarda, por otra parte, un dibujo para el grabado de una orla para los títulos de acciones de la Compañía de la Buena Fe (1790), trece láminas de ejercicios de montar a caballo (1768) y el emblema de la Escuela de  Artillería de Marina (1784-1787).